# Ruben Baestaens
Ruben Baestaens (België, 1994) is een Belgische ondernemer, auteur en docent aan Thomas More. Hij werd bekend door zijn bedrijven in de digitale marketing sector en zijn publicaties over ondernemerschap.

## Loopbaan
Baestaens begon zijn ondernemersloopbaan in 2016 als student-ondernemer met Postbuzz, een online platform voor lokale informatie dat aandacht kreeg in De Tijd. In 2019 richtte hij Are-Agency op, een digitale marketingbureau gevestigd in Schelle.
In 2020 volgde Simba Service, een communicatiebureau dat volgens Made in Antwerpen een primeur vormde in het Europese ondernemerlandschap. Het bedrijf biedt communicatie-ondersteuning met 'design as a service' en maakte plannen voor expansie naar Nederland.
In 2025 werd Are-Agency erkend als Trends Gazelle en behaalde de 15de plaats in de ranking voor de provincie Antwerpen.

## Media-aandacht
Baestaens' ondernemersactiviteiten hebben regelmatig media-aandacht gekregen in zowel traditionele als digitale media. Hij werd geïnterviewd in verschillende podcasts over ondernemerschap.

## Onderwijs
Baestaens doceert digitale marketing en ondernemerschap aan hogeschool Thomas More in Mechelen/Antwerpen.

## Publicaties
In 2023 publiceerde Baestaens het boek Marketing Mindset bij uitgeverij Borgerhoff & Lamberigts. Het boek behandelt de relatie tussen digitale marketing en ondernemerschap.